# Арусаар, Ардо
Ардо Арусаар (эст. Ardo Arusaar; 24 июня 1988 года, Пярну, СССР) — эстонский борец греко-римского стиля, участник Олимпийских игр 2012 и 2016 года, шестикратный чемпион Эстонии.

## Спортивная биография
В 2008 году Арусаар стал бронзовым призёром чемпионата Европы среди юниоров. В 2012 году Арусаар принял участие в летних Олимпийских играх в Лондоне. В соревнованиях в категории до 96 кг Ардо выиграл поединок в квалификационном раунде, победив венесуэльца Эрвина Кабальеро. В 1/8 финала Ардо в соперники достался титулованный белорус Тимофей Дейниченко. Борьба получилась упорной, но всё-таки по итогам трёхраундового поединка победу одержал белорусский спортсмен. В 2015 году Арусаар принял участие в первых Европейских играх в Баку. В категории до 98 кг эстонский борец проиграл в 1/8 финала будущему чемпиону россиянину Исламу Магомедову и получил право побороться за бронзовую медаль. В первому раунде утешительного турнира Арусаар обыграл серебряного призёра прошедшего чемпионата мира немца Оливера Хасслера, но уже во втором раунде уступил хозяину соревнований Орхану Нуриеву и занял итоговое 8-е место.